# 利馬尼 (若夫特涅維區)
46°43′41″N 31°58′16″E / 46.72806°N 31.97111°E
利馬尼（烏克蘭語：Лимани）是位於烏克蘭南部尼古拉耶夫州裏尼古拉耶夫區的村莊，始建於1850年，面積0.005平方公里，海拔高度12米，2001年人口2,154，人口密度每平方公里430,800人。